# Jurij Jakowlew (scenarzysta)
Jurij Jakowlewicz Jakowlew (ros. Юрий Яковлевич Я́ковлев; ur. 1922, zm. 1995) – radziecki pisarz i scenarzysta. Laureat Nagrody Państwowej ZSRR. 

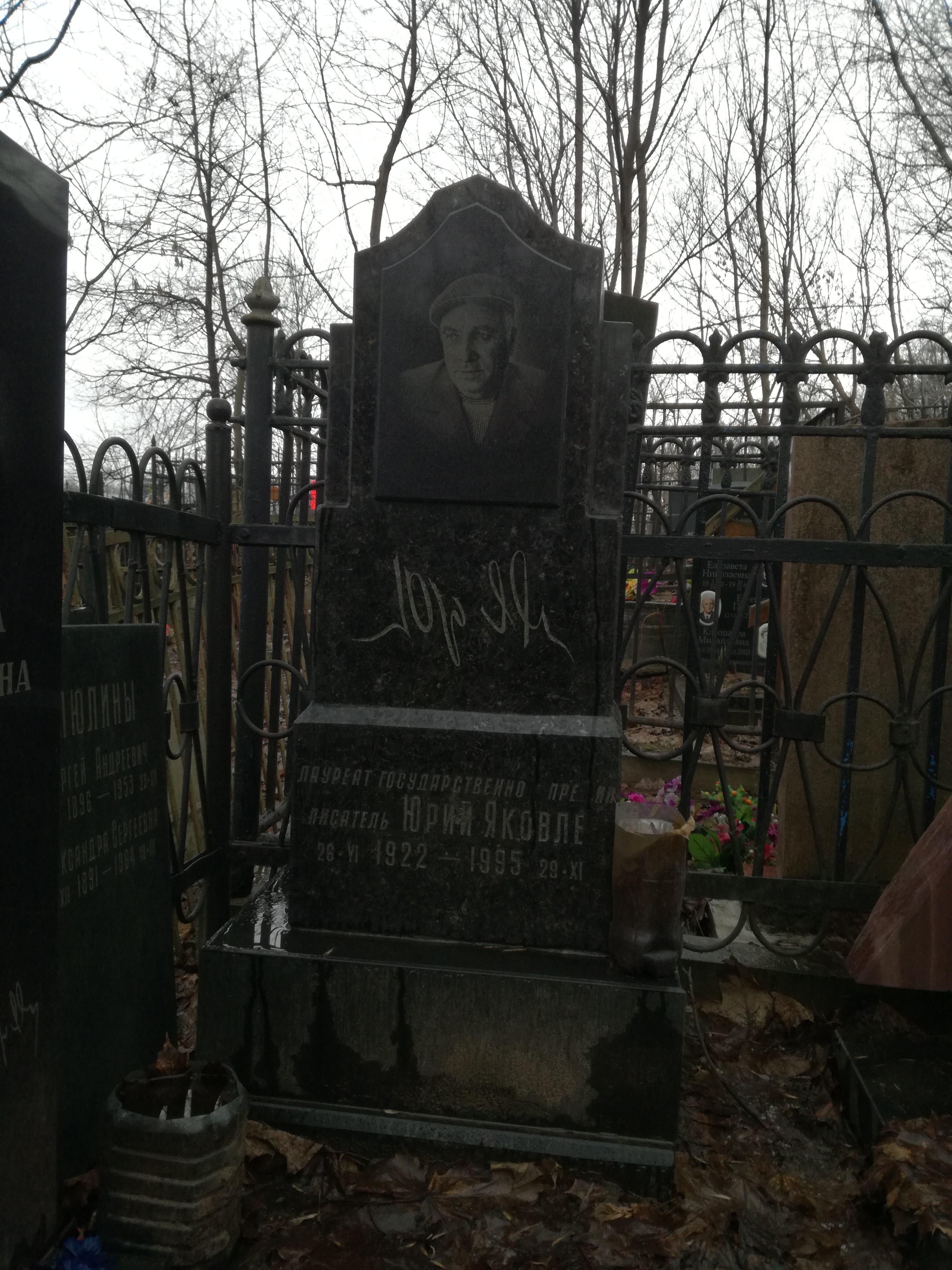
Grób Jurija Jakowlewa na Cmentarzu Daniłowskim w Moskwie

Pochowany na Cmentarzu Daniłowskim w Moskwie.

## Książki
- Chłopiec z łyżwami[2][3]
- Mały kapitan[4]

## Scenariusze filmowe
- 1962: Chłopiec z łyżwami
- 1969: Parasol babuni
- 1970: O odważnym Ogóreczku
- 1971: Skrzypce pioniera
- 1974: Lew z karuzeli
- 1979: Żółty słoń

## Literatura
- Jurij Jakowlew, Chłopiec z łyżwami, Nasza Księgarnia, Warszawa 1965.
- Jurij Jakowlew, Mały kapitan, przeł. z ros. Jadwiga Jaskólska, Nasza Księgarnia, Warszawa 1976.